# HD 63271
HD 63271，又名BD-22 2027，SAO 174533、HR 3023，是一颗恒星，视星等为5.9，位于銀經239.19，銀緯1.34，其B1900.0坐标为赤經7h 42m 54.6s，赤緯-22° 1.34′ 24″。